# أيميه دوفال
أيميه دوفال (بالفرنسية: Père Duval) هو ملحن وكاتب ومغني وشاعر فرنسي، ولد في 30 يونيو 1918 في Le Val-d'Ajol ‏ في فرنسا، وتوفي في 30 أبريل 1984 في متز في فرنسا.

## وصلات خارجية
- أيميه دوفال على موقع ميوزك برينز (الإنجليزية)
- أيميه دوفال على موقع أول ميوزيك (الإنجليزية)
- أيميه دوفال على موقع ديسكوغز (الإنجليزية)